# Ivanna Madruga-Osses
Ivanna Madruga-Osses (* 27. Januar 1961 als Ivanna Madruga) ist eine ehemalige argentinische Tennisspielerin.

## Karriere
Während ihrer Tennislaufbahn gewann sie ein WTA-Turnier im Doppel. Ihr größter Erfolg war das Erreichen des Doppelfinals der French Open 1980, das sie an der Seite von Adriana Villagrán gegen Kathy Jordan/Anne Smith mit 1:6 und 0:6 verlor.
Von 1978 und 1984 spielte sie für die argentinische Fed-Cup-Mannschaft. Von ihren 20 Partien gewann sie die Hälfte.

## Erfolge

### Doppel

#### Turniersieg
| Nr. | Datum       | Turnier      | Kategorie         | Belag | Partnerin         | Finalgegnerinnen               | Ergebnis |
| --- | ----------- | ------------ | ----------------- | ----- | ----------------- | ------------------------------ | -------- |
| 1.  | August 1982 | Indianapolis | WTA Toyota Series | Sand  | Catherine Tanvier | JoAnne Russell Virginia Ruzici | 7:5, 7:6 |

#### Finalteilnahme
| Nr. | Datum     | Turnier     | Kategorie  | Belag | Partnerin         | Turniersiegerinnen      | Ergebnis |
| --- | --------- | ----------- | ---------- | ----- | ----------------- | ----------------------- | -------- |
| 1.  | Juni 1980 | French Open | Grand Slam | Sand  | Adriana Villagrán | Kathy Jordan Anne Smith | 1:6, 0:6 |